# Petite rivière de la Baleine
Der Petite rivière de la Baleine (englisch Little Whale River; Cree: Wâpamekustûss; mit der Bedeutung „Kleiner Wal-Fluss“) ist ein 380 km langer Fluss in der Region Nunavik in der kanadischen Provinz Québec.
Mit 15.900 km² besitzt der Fluss das 35. größte Fluss-Einzugsgebiet in Québec.

## Flusslauf
Der Fluss hat seinen Ursprung im See Lac Glinel auf einer Höhe von etwa 450 m. Er fließt anfangs in nördlicher, später in überwiegend westlicher Richtung durch den Kanadischen Schild im Westen der Labrador-Halbinsel. Entlang dem Flusslauf befinden sich mehrere Stromschnellen. Der Fluss durchströmt das Seengebiet der Lacs Saindon. Im Einzugsgebiet des Flusses liegen die Seen Lac D’Iberville, Lac Kaminapiskwasi, Lac Amichinatwayach und die Lacs Mollet. Wichtigster Nebenfluss ist der Rivière Boutin, der südlich des Petite rivière de la Baleine verläuft und erst im Unterlauf in diesen mündet. Der Petite rivière de la Baleine verläuft im Übergangsbereich zwischen dem borealen Waldbereich im Süden und der Tundra im Norden.

## Nachbarflüsse
Der Grande rivière de la Baleine fließt parallel zum Petite rivière de la Baleine, etwa 100 km südlich.